# Luka Krajnc (alpinist)
Luka Krajnc, slovenski alpinist in športni plezalec, * 12. september 1986.

## Pomembnejši vzponi
- Šite, Smer Norcev (8a) - tretja prosta ponovitev [2]
- Dolomiti, Piz Ciavazes, Via Italia 61 (8a , 470 m)
- Fitz Roy, The real Kekec - prvenstvena skupaj z Tadejem Krišeljem [3]
- Aguja Poincenot, Pot (6c, A3, 750m) - prvenstvena skupaj z Lukom Lindičem [4]